# Syllegomydas elachys
Syllegomydas elachys är en tvåvingeart som beskrevs av Dikow 2010. Syllegomydas elachys ingår i släktet Syllegomydas och familjen Mydidae.
Artens utbredningsområde är Zimbabwe. Inga underarter finns listade i Catalogue of Life.